# Gleitsegeln
Gleitsegeln oder Gleitsegelfliegen ist eine Luftsportart mit freifliegenden (das heißt ohne Verbindungsleine zum Boden), steuerbaren, aussteifungslosen Gleitsegeln ohne nähere Festlegung der Schirmart. Gleitsegel können nach deren Hauptverwendungszweck in Flächenfallschirme und Gleitschirme unterteilt werden. 
Der Pilot sitzt beim Gleitsegeln in einem mit dem Gleitsegel verbundenen Gurtzeug. Gestartet wird mit offen ausgelegtem Schirm in der Regel durch Fußstart vom Berg.
Die heute meist synonym verwendeten Bezeichnungen „Gleitschirmfliegen“ und „Paragleiten“ enthalten demgegenüber bereits eine Aussage zur Art des verwendeten Schirms. Es beschreibt im engeren Sinn „Gleitsegeln mit Gleitschirm“, welches das „Gleitsegeln mit Fallschirm“ seit etwa 1985 wegen der zunehmenden Schirmspezialisierung weitgehend ersetzt hat.

## Geschichte
Die konzeptionelle Idee zu entsprechenden Gleitsegeln reicht bereits bis in das Jahr 1948 zurück. In der Praxis begann das Gleitsegelfliegen 1965 mit den ersten Flügen des eigens dafür entwickelten – und daher auch als Ur-Gleitschirm anzusehenden – einflächigen fünfbogigen Sailwing von David Barish, einer Weiterentwicklung seines bereits 1964 entwickelten dreibogigen rechteckigen Einzelflächen-Fallschirms. 1966 propagiert Barish zusammen mit seinem Sohn sowie 1966/68 zusammen mit Dan Poynter Slope Soaring mittels öffentlicher Vorführungen in Skigebieten als neue Sportart, so u. a. auch in Catamont und Lake Placid mit Gleitsegelflügen an den dortigen Skischanzen. Die Zeit war jedoch noch nicht reif für diese Idee und auch nachdem 1967 der erste Bergflug mit einem Parafoil erfolgt war, einem ebenfalls bereits 1964 von Domina Jalbert entwickelten doppelflächigen, mehrzelligen Fallschirm, und somit grundsätzlich zwei Systeme zur Verfügung standen, blieb Gleitsegelfliegen zunächst eine extravagante Randerscheinung. Mit dem Einstellen der Fallschirm-Forschungsprogramme durch die NASA Ende der 1960er Jahre gab Barish deshalb auch die Entwicklung des Sailwing auf. Die weitere Verbreitung des Gleitsegelfliegens fußte dadurch nicht mehr auf Barishs „Gleitschirm“ als eigenständigem technischen Fluggerät, sondern orientierte sich folgend im Wesentlichen zunächst an der Fortentwicklung des ebenfalls bergstartfähigen Parafoil-Fallschirm-Systems.
In das Bewusstsein einer etwas größeren Öffentlichkeit drang „Slope Soaring/Gleitsegeln“ erst in den 1970er Jahren. Entscheidenden Anteil daran haben nicht zuletzt die bekannteren Veröffentlichungen von Dan Poynter: nachdem er 1970 im Parachutist Magazine einen Artikel über das „Slope Soaring“ veröffentlicht hatte, beschrieb Poynter es 1972 im „Parachute Manual“ erneut und schildert es als Fallschirm-Test-Möglichkeit nach Reparaturen. 1973 erschien sein Buch „Hang Gliding“, in dem als ähnliche Sportart auch Gleitschirmfliegen beschrieben wird. 1974 propagiert er dann in einem Lehrbuch auch das Parasailing.
Spätestens 1972 ist die Idee des Gleitsegelns auch in Deutschland und Österreich vertreten: Michael Melzer und Hans Ostermünchner verfolgten die Idee von Fallschirm-Fußstarts. Bei Starkwind flog Hartmut Huber, der spätere Mitgründer von Parasail, von der Sprungschanze in Kitzbühel. Am 18. September 1976 starteten Heinz Fischer und Volker Rademacher mit einem 7-zelligen PARASLED vom Rohrkopfsattel Tegelberg und flogen ins Tal.
Eine besondere Bekanntheit erlangten 1978 die Franzosen Bosson, Betemps und Bohn, als sie mit Flächensprungfallschirmen erneut Fußstartversuche durchführten und Anfang der 1980er Jahre wurden in den französischen Hochalpen in Mieussy bereits Wettbewerbe durchgeführt. Das sogenannte Bergfliegen mit geeigneten Sprungfallschirmen hatte sich von einem außergewöhnlichen Hobby einzelner Individualisten erstmals in eine etwas breitere sportliche Bewegung gewandelt, die auch für „Bergflieger“ attraktiv wurde, die nicht ohnehin schon Fallschirmspringer waren. Wegen der sehr geringen Gleitzahl der Fallschirme von max. 3 erfolgten Starts jedoch meist in steilem Gelände und Rinnen. Der Flug war im Wesentlichen immer noch auf ein schnelles Hinabfliegen ins Tal begrenzt. 
Parallel zum Bergfliegen entstand ab ca. 1980 mit der erneuten Entwicklung spezieller Schirme (wie die Flächenfallschirme nun allerdings ebenfalls auf Basis der zweiflächigen Mehrzeller von Jalbert) als eigenständige Sportart das Gleitschirmfliegen – fast so, wie es sich Barish schon 1965 vorgestellt hatte.
Anfangs wesentlich instabiler, aber kaum leistungsfähiger als entsprechende Sprungfallschirme, holten die neuen spezialisierten Gleitschirme in puncto Sicherheit auf und begannen die zweckentfremdeten Fallschirme am Berg ab ca. 1985 durch bessere Gleitwinkel und wesentlich besseres Handling zu übertreffen.